# Kovácsi-erdőföldek

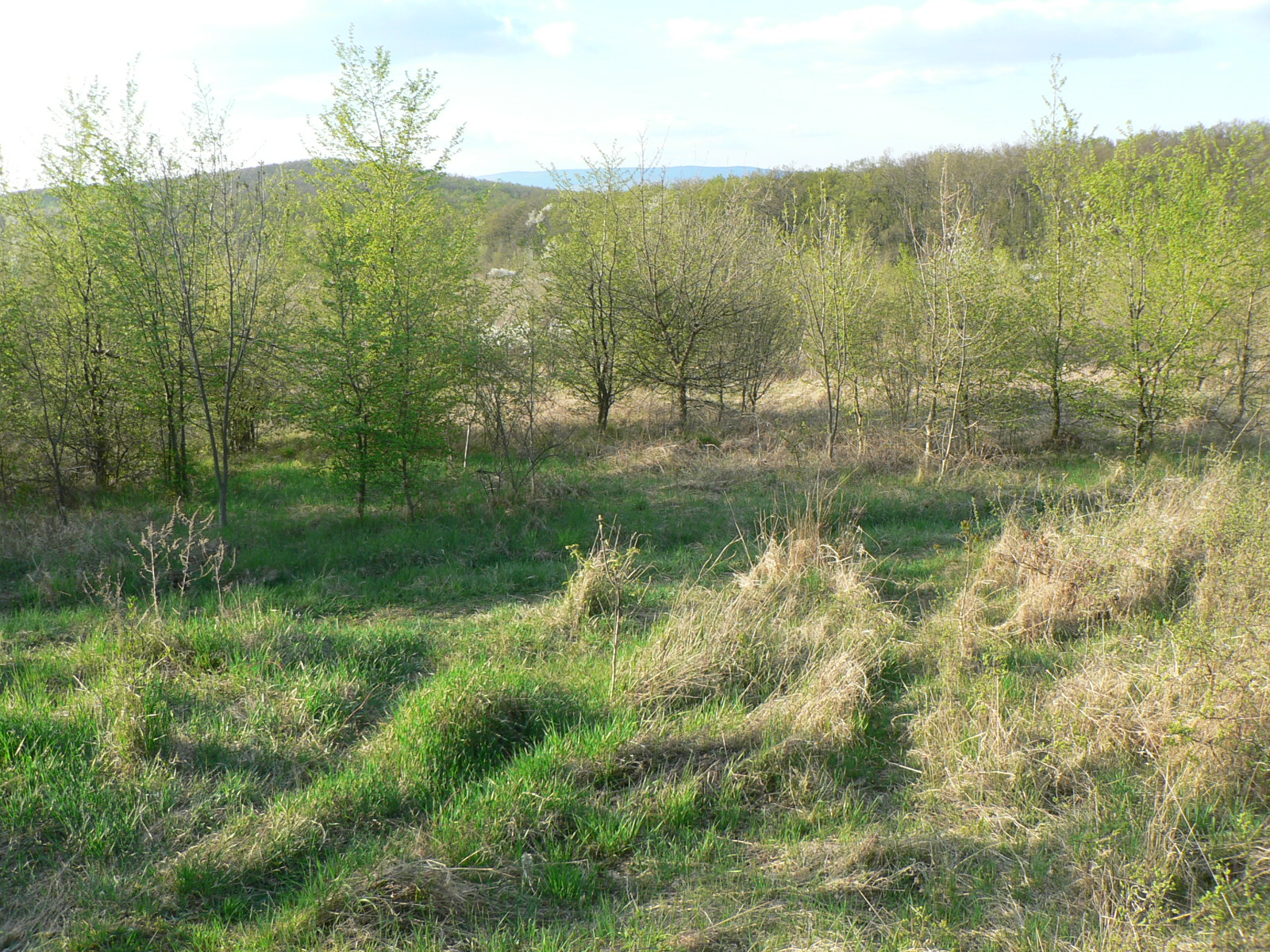
A Kovácsi-erdőföldek látképe 2015-ben a terület délkeleti széle felől

A Kovácsi-erdőföldek egy évtizedekig fátlan – a 2000-es évek óta lassan újraerdősülő – irtásterület, egy hozzávetőlegesen trapéz alakban elhelyezkedő fennsík elnevezése a Budai-hegységben. Bár a név Nagykovácsira utal, a terület az említett településtől 2000-ben különvált Remeteszőlős közigazgatási területéhez tartozik, egyben a Budai Tájvédelmi Körzet része.

## Elhelyezkedése
A Kovácsi-erdőföldek a Zsíros-hegy–Nagy-Szénás hegytömbjének egyik, átlagosan 400 méter körüli, vagy annál kicsit magasabb kiemelkedésekkel határolt, azoknál alig alacsonyabban fekvő, fennsíkszerű részlete a hegytömb délkeleti részén, nem messze a Budapest–Remeteszőlős–Solymár-hármashatártól, de teljes egészében remeteszőlősi területen. Területe nem sokban tér el egy hozzávetőlegesen 3:1 oldalarányú téglalaptól, amely majdnem szabályosan északnyugat-délkelet irányban nyúlik el a hegység ezen részén; északnyugat-délkeleti irányú hosszúsága hozzávetőleg 1 kilométer, míg délnyugat-északkeleti irányban nem szélesebb 3-400 méternél.
Területét észak és északkelet felől a Jegenye-völgy felső szakasza, illetve az abba torkolló kisebb vízmosások határolják; kelet felől a 388 méteres magasságig emelkedó Kálvária-domb határos vele. Az erdőföldek felől délkeleti irányban keskeny völgy ereszkedik le Budaliget felé (ebben halad a kék kereszt turistajelzés), délen pedig a 423 méter magas Remete-hegy erdei szabják meg a terület határait. Délnyugat felől egy 372 méteres, névtelen magaslat, majd attól kicsit északnyugatabbra egy igen meredek, Remeteszőlős belterülete felé leszakadó hegyoldal képezi a Kovácsi-erdőföldek határát ebből az irányból, majd egy 427 méter magas, szintén névtelen, erdős kiemelkedés jelöli ki a terület északnyugati határpontját.
Az erdőföldek területe lényegében egy fennsíkot foglal magában, melynek legmagasabb pontja az északnyugati csúcsa közelében található, a legalacsonyabban lévő részei pedig a terület északnyugati határvonala mentén helyezkednek el, ahol az ide hulló csapadékvíz-mennyiség lefut a Felső-Jegenye-völgy horhosaiba. A terület legmagasabban és legalacsonyabban fekvő pontjainak szintkülönbsége is kevesebb, mint 60 méter, hosszanti (északnyugat-délkeleti) irányban pedig valóban majdnem síknak hat.

## Története

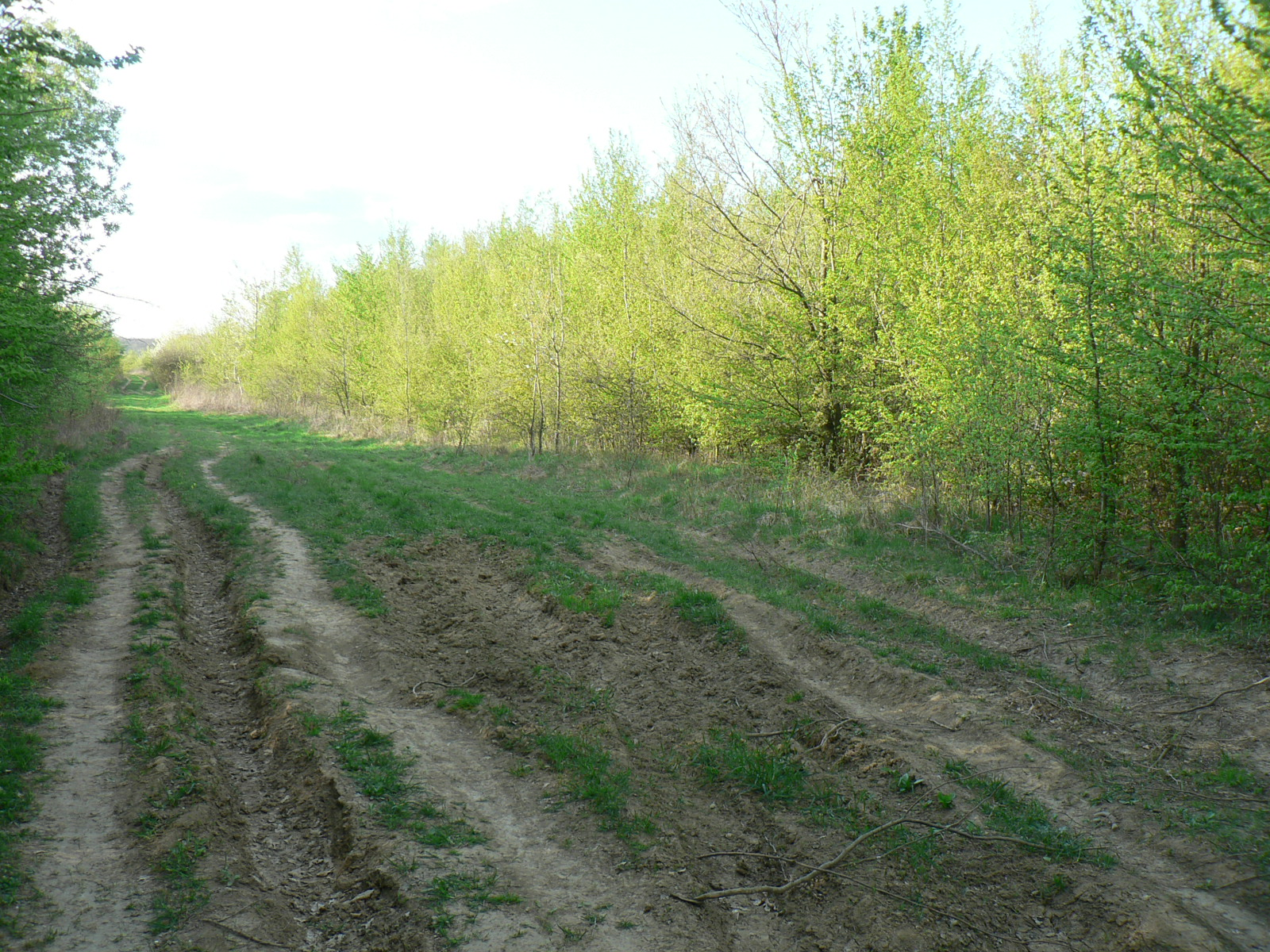
Egy sűrűbben erdősült fiatalos részlet a Kovácsi-erdőföldek délnyugati csúcsa közelében

A Kovácsi-erdőföldek kialakulásának története pontosan nem ismert. Feltételezhetően irtásterületről van szó, ezt valószínűsíti a neve mellett az is, hogy szinte minden irányból teljesen beerdősült mészkőhegyek határolják, kivéve az északnyugati részt, ahol karsztbokorerdő jellegű növénytakaróval bíró területek csatlakoznak hozzá. A terület már fátlanként, és azonos néven szerepel egy, feltehetőleg az 1930-as évek körül készült térképen is.
A 2000-es évek óta az erre kirándulók a folyamatosan nyomon követhetik a terület lassú újraerdősülését: a fennsík egyes részein még ritkás, más részletein azonban a 2010-es évek derekára már igen sűrű, fiatalos erdő alakult ki.

## Turizmus
A Kovácsi-erdőföldeket érinti az Országos Kéktúra 13-as számú szakasza és egy-két más turistajelzés is, amelyek Solymár, Budaliget vagy Remeteszőlős, illetve a Remete-szurdok felől vezetnek ide.